# Glasgow (Pennsylvania)
Glasgow  è una borough degli Stati Uniti d'America, nella contea di Beaver nello Stato della Pennsylvania. Secondo il censimento del 2000 la popolazione è di 63 abitanti.

## Società

### Evoluzione demografica
La composizione etnica vede una prevalenza della razza bianca (98,41%), dati del 2000.
| borough di Glasgow Popolazione |    |
| 2000                           | 63 |
| Stima al 2009                  | 58 |